# Sylvania (Ohio)
Sylvania – miasto w Stanach Zjednoczonych, w północnej części stanu Ohio, przy granicy z Michigan. Liczba mieszkańców w 2000 roku wynosiła 18 928.